# Valender

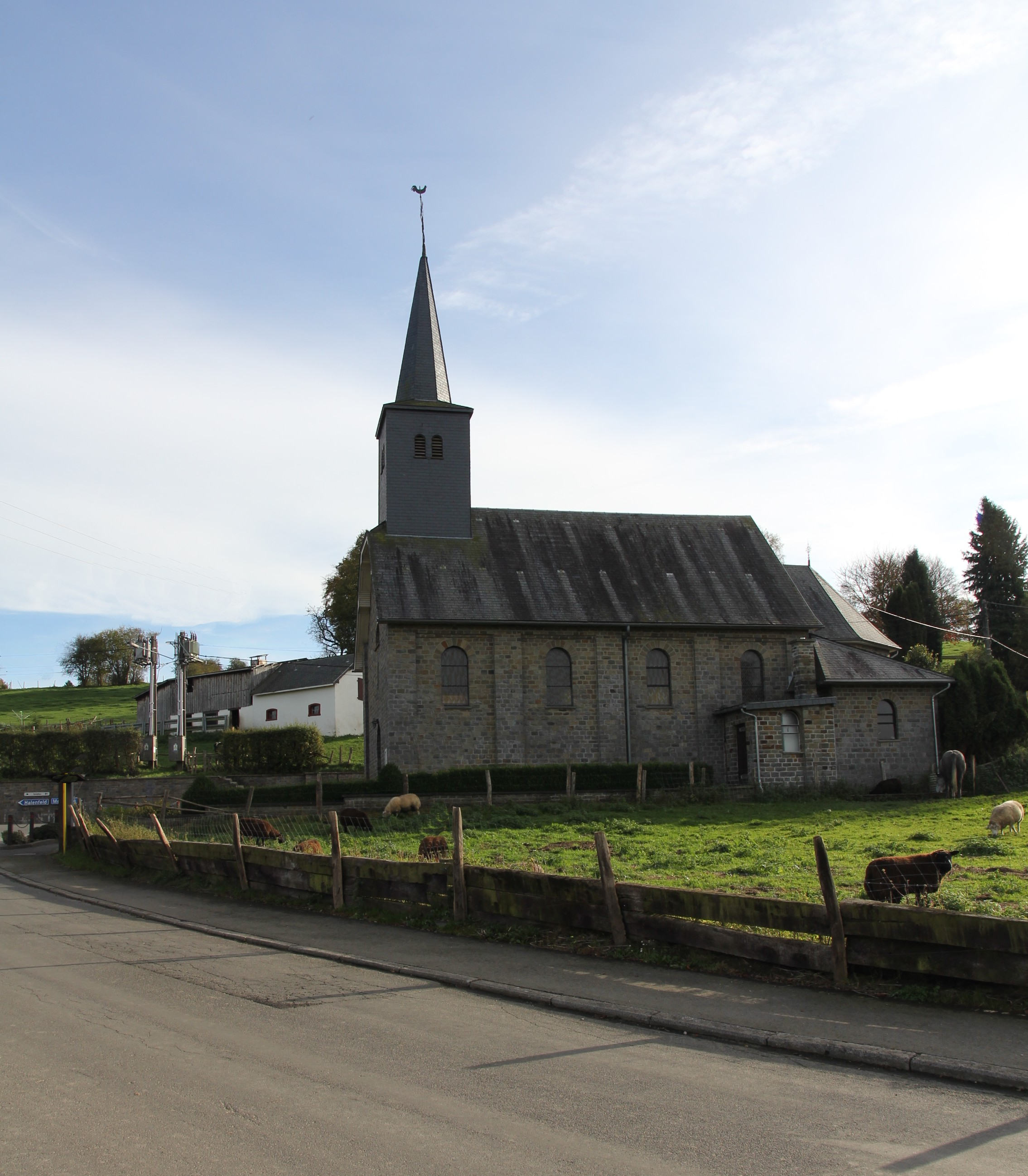
Lambertuskapelle Valender

Valender ist ein belgisches Dorf in der Großgemeinde Amel. Der Ort gehörte vor der Gemeindefusion von 1977 zu Heppenbach. Ende 2019 zählte er 125 Einwohner. Valender liegt im Tal der Amel, rund 2 Kilometer östlich des Kernorts Amel. Nachbarorte sind Mirfeld und Meyerode.

## Geschichte
Die erste urkundliche Erwähnung Valenders findet sich 1455 unter dem Namen Valendorff. Eine erste Kapelle wurde ab 1711 erbaut und 1956 wegen Platzmangel abgerissen. Die heutige Lambertuskapelle wurde 1939 erbaut und 1940 eingesegnet.
1920 kam Valender mit Mirfeld und Möderscheid zur Gemeinde Heppenbach, im gleichen Jahr erfolgte die Gründung einer eigenen Schule, die Anfang der 1980er Jahre geschlossen wurde. Über viele Jahre war dies eine Zwergschule, in der ein Lehrer acht Klassen in einem Raum unterrichtete. Im ehemaligen Schulgebäude befindet sich jetzt ein Gemeinschaftszentrum für die Dorfbewohner.